# Howard Ronald Kaback
Howard Ronald Kaback (Filadélfia, 5 de junho de 1936) é um bioquímico estadunidense.
O pediatra e geneticista Michael Kaback é seu irmão.

## Prêmios e condecorações
- Prêmio Rosenstiel (1973)[1]